# 登傑尼鄉
登傑尼鄉（羅馬尼亞語：Comuna Dângeni, Botoșani），是羅馬尼亞的鄉份，位於該國東北部，由博托沙尼縣負責管轄，面積83平方公里，海拔高度100米，2007年人口3,115，人口密度每平方公里37人。